# UM Arenastadion

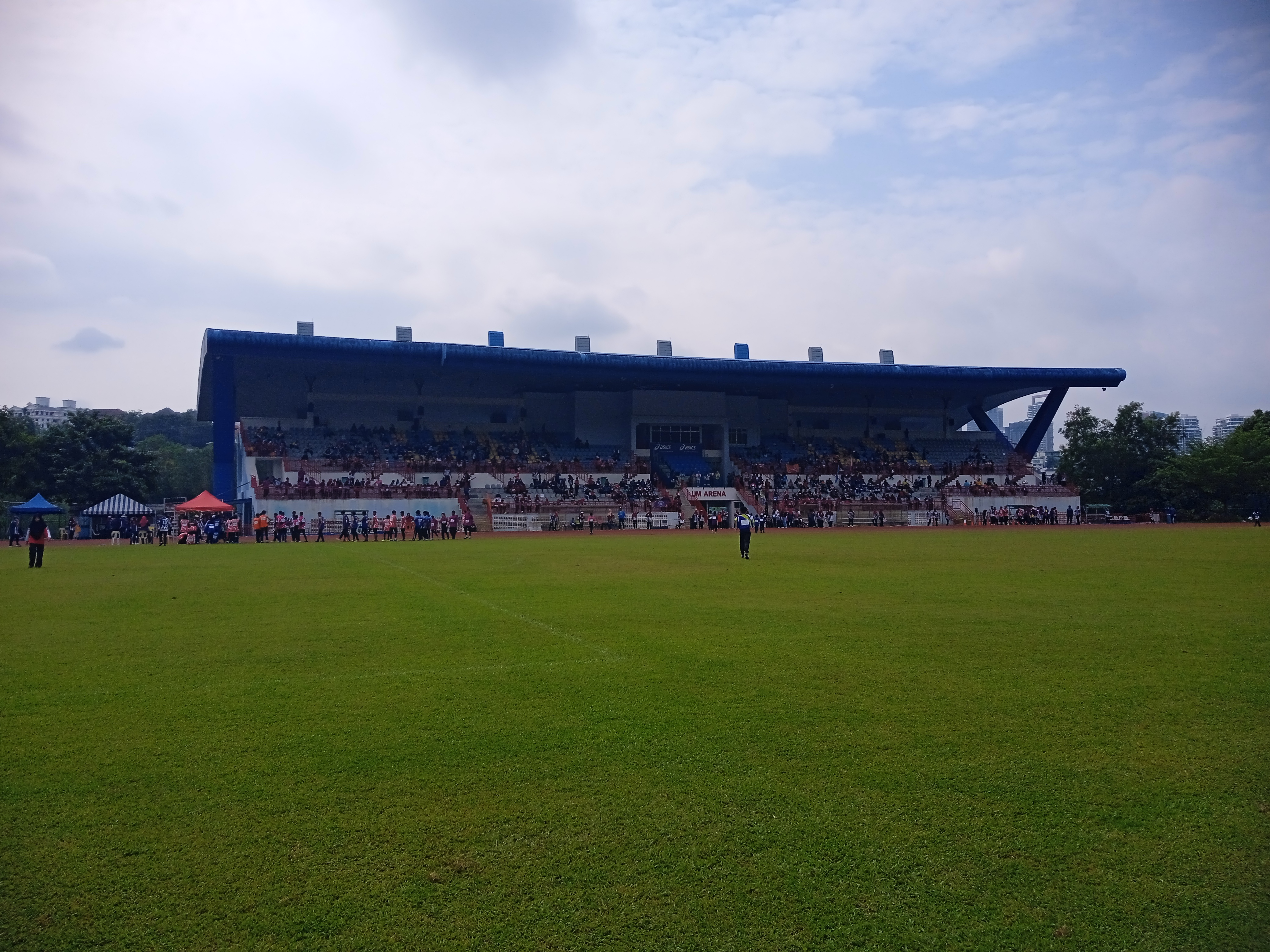
UM Arenastadion

Het UM Arenastadion (Maleis: Stadium Sains Sukan UM Arena) is een multifunctioneel stadion in Kuala Lumpur, de hoofdstad van Maleisië. Het stadion ligt op het terrein van de Universiti Malaya. In het stadion is plaats voor 1.000 toeschouwers. 
Het stadion wordt vooral gebruikt voor voetbalwedstrijden, de voetbalclubs FC Protap en FC IKRAM Muda maken gebruik van dit stadion. Verder werden er wedstrijden gespeeld op de Zuidoost-Aziatische Spelen van 2016 en het Aziatisch kampioenschap voetbal onder 16 van 2018. 